# Parastasia takahikoi
Parastasia takahikoi är en skalbaggsart som beskrevs av Yuiti Wada 2007. Parastasia takahikoi ingår i släktet Parastasia och familjen Rutelidae. Inga underarter finns listade i Catalogue of Life.